# Los Chiles
Los Chiles är en ort i Costa Rica.   Den ligger i provinsen Alajuela, i den nordvästra delen av landet, 140 km nordväst om huvudstaden San José. Los Chiles ligger 42 meter över havet och antalet invånare är 3 342.
Terrängen runt Los Chiles är mycket platt. Runt Los Chiles är det glesbefolkat, med 17 invånare per kvadratkilometer. Det finns inga andra samhällen i närheten. Omgivningarna runt Los Chiles är en mosaik av jordbruksmark och naturlig växtlighet.